# 温泉鉄道 (山口県)
温泉鉄道（おんせんてつどう）は、かつて山口県豊浦郡川棚村（現・下関市豊浦町）内の川棚温泉駅と川棚温泉との間を結ぶ目的で計画された鉄道路線およびその運営会社である。
軌条（レール）を除きほぼ完成していたが開業に至らず、未成線となった。

## 沿革
1912年（明治45年）6月に川棚村在住の永冨長兵衛を代表として免許の出願が行われた。当時、川棚村内では長州鉄道（現・サンデン交通）により現在の山陰本線の一部にあたる鉄道路線の建設工事が進められていたが、同線の川棚温泉駅は川棚温泉の温泉街から2kmほど離れているため、温泉街の旅館主を中心とする地元有力者により、川棚温泉駅と温泉街を結ぶ鉄道路線として計画されたのであった。
会社は1913年（大正2年）に資本金2万円で設立。鉄道事業のほか、川棚温泉内の温泉・旅館経営、電気・水道供給事業も計画されていた。
工事は長州鉄道の川棚温泉駅を含む下関 - 小串間が開通した後、1914年（大正3年）6月に着工し、約2年間で路盤・駅施設はほぼ完成に至り、車両も準備された。しかし第一次世界大戦の影響による鉄材価格の高騰により軌条入手が困難となり工事が停滞し、借入金の返済が不可能となった。1917年（大正6年）10月21日に5回目の竣功期限延期の許可を出願したが、国側の調査により開業が見込めないと判断されたため、1918年（大正7年）1月26日付で不許可となり免許が失効し、未成線となった。

### 年表
- 1912年（明治45年）6月26日 - 「温泉軽便鉄道」の名で豊浦郡川棚村字葉中（長州鉄道川棚温泉駅） - 同村字湯谷間を結ぶ路線延長 1マイル20チェーン (2.0km)、軌間 3フィート6インチ (1067mm)の軽便鉄道の免許を出願。
- 1912年（大正元年）10月29日 - 上記免許が下付される[1]。
- 1913年（大正2年）10月20日 - 社名を「温泉鉄道」として会社設立[2]。本社を川棚村455番屋敷に設置。資本金2万円。
- 1913年（大正2年）12月11日- 補助願却下[3]
- 1914年（大正3年）6月6日 - 着工。
- 1918年（大正7年）1月26日 - 第5回目の竣功期限延期願いが却下され免許失効[1]。

## 設置予定駅
川棚駅 - 小野駅 - 温泉駅
※川棚駅は川棚温泉駅に隣接。

## 車両
福岡県三潴郡大川町（現・大川市）の深川造船所で製造された蒸気動車1両を購入した。これは同社が独自に開発し1909年（明治42年）に特許を取得した「深川式発動車」と呼ばれるもので、縦型水管式のボイラーを搭載し、車体は木造で、車内はボイラー室のほか特等室・並等室に分かれていた。なおこの車両は片運車でバック運転の際は車掌が前方確認をして合図をするように条件がつけられた。
一旦は温泉鉄道に納入され川棚温泉駅に留置されていたが、代金不払いにより製作者側が回収した。

## 川棚温泉鉄道
温泉鉄道の路盤は免許失効後、そのまま放置されていた。そこでこの路盤を活用して鉄道路線を開業させることが計画され、兵庫県在住の筒井彦作らが発起人となり、「川棚温泉鉄道」の名で軌間3フィート6インチ、路線距離1マイル11チェーン（約1.83km）動力瓦斯倫の路線の免許が出願された。
川棚温泉鉄道の発起人4人のうち2人は兵庫県在住、他の2人は大阪市在住で、1919年（大正8年）に資本金7万円で会社を設立した。
1922年（大正11年）4月17日付で免許を得たが着工されず、2年後の1924年（大正13年）4月17日付で免許を取り消された。

## 予定地の現状
路盤跡は、ほぼ全線が青龍街道（県道豊浦清末線）に転用されている。

## その他
長崎県島原半島内に1924年（大正13年）から1933年（昭和8年）まで存在した温泉鉄道（のちの雲仙鉄道）とは同一社名であるが、一切無関係である。読みも長崎県のものは「うんぜんてつどう」であり、本記事で扱った温泉鉄道とは異なる。なお長崎県の温泉鉄道も設立当初は「温泉軽便鉄道」を名乗っていた。